# 我将永远爱你
《我將永遠愛你》（英語：I Will Always Love You）是一首由美国鄉村女歌手桃莉·巴顿創作的歌曲，同時她也是此曲的原主唱者，在1974年首度發行單曲，1982年二度發行單曲。在西洋樂壇上亦有不少男女歌手都曾翻唱過〈我將永遠愛你〉，其中以1992年惠妮·休斯頓重新詮釋的版本最廣為人知，堪稱史上最成功的翻唱歌曲之一。

## 歌曲簡介

### 創作背景
桃莉·巴顿當初寫這首歌的緣由是要獻給她的恩師，感謝他的提攜並且祝福他，是一首與愛情無關的歌曲。Porter Wagoner是桃莉·巴頓的恩師，他在桃莉·巴頓21歲時就邀請她成為電視節目《The Porter Wagoner Show》的固定班底，但後來當桃莉·巴頓要離開此節目時，她為了感謝Porter Wagoner對她的提攜之恩，因此寫了這首歌曲送給Porter Wagoner，同時也衷心祝福他。只是桃莉·巴頓在歌詞方面譜寫成了情歌，但歌詞中提到雙方關係結束指的並非男女雙方感情，而是事業上的合作關係。

### 商業成績
〈我將永遠愛你〉在1974年6月8日登上告示牌鄉村歌曲榜冠軍，該單曲最早收錄於桃莉·巴頓1974年發行的專輯《Jolene》中。1982年這首歌伴隨著桃莉·巴頓所主演的歌舞片《春城無處不飛花》（The Best Little Whorehouse in Texas）再次發行，1982年10月16日再次登上該榜冠軍，1982年版本的〈我將永遠愛你〉則收錄於《春城無處不飛花》的電影原聲帶中。

## 惠妮·休斯頓版本
〈我將永遠愛你〉（英語：I Will Always Love You）是1992年美國電影《終極保鑣》（英語：The Bodyguard）主題曲，由惠妮·休斯頓（Whitney Houston）主唱。此曲出自美国鄉村女歌手桃莉·巴頓之手，她在1974年推出單曲時曾獲得鄉村歌曲榜冠軍。惠妮·休斯頓在1992年所演唱的〈我將永遠愛你〉，是由名音樂製作人大衛·福斯特重新編曲製作後的版本，除了將這首歌曲帶出鄉村音樂的範疇，一躍成為全球熱門點播歌曲之外，也讓惠妮·休斯頓的演藝事業再創高峰。

### 電影主題曲
1992年電影《終極保鑣》（英語：The Bodyguard）由凱文·科斯納（Kevin Costner）和惠妮·休斯頓連袂主演，當時正在尋找適合的電影主題曲，原本惠妮·休斯頓意屬老牌靈魂樂手Jimmy Ruffin的歌曲〈What Becomes Of The Brokenhearted〉，但該曲在1991年已被電影《油炸綠番茄》（英語：Fried Green Tomatoes）所使用。後來凱文·科斯納推薦〈我將永遠愛你〉這首歌曲給惠妮·休斯頓，但他介紹的並非最初桃莉·巴頓的版本，而是他的多年摯友琳達·朗絲黛（Linda Ronstadt）在1975年翻唱的版本，最終惠妮·休斯頓接受了意見，用這首歌曲當電影主題曲。
唱片公司邀請名音樂製作人大衛·福斯特替惠妮·休斯頓重新打造〈我將永遠愛你〉，讓它更符合當代市場大眾的需求口味。在大衛·福斯特的巧思之下，讓原本鄉村味十足的歌曲，脫胎換骨成充滿黑人靈魂音樂曲風的情歌，惠妮·休斯頓能如此成功完美的詮釋這首歌曲，大衛·福斯特功不可沒。

### 商業成績
〈我將永遠愛你〉單曲在1992年11月28日登上告示牌單曲榜榜首，蟬連了14週冠軍，銷售數字4白金，此曲亦是惠妮·休斯頓在榜內停留最久的一首單曲。〈我將永遠愛你〉也是1993年告示牌最佳年度單曲，惠妮·休斯頓也因此成為史上首位同時擁有最佳年度專輯（1986年首張個人同名專輯）與單曲的女藝人。〈我將永遠愛你〉在2013年經RIAA再次認證2白金，在美地區銷售已累積6白金。
而〈我將永遠愛你〉除了在美國獲得好成績外，在英國單曲榜也一樣風光，蟬連了10週冠軍，成為惠妮·休斯頓在英國成績最好的一首單曲。
〈我將永遠愛你〉在2012年2月11日惠妮·休斯頓猝逝之後，短暫的重返單曲榜，2012年2月25日進榜直攻第7名，下一週躍升至第3名，成為這首單曲再次回榜的最高名次，第三週之後排名始往下跌。

### 音樂獎項
惠妮·休斯頓以《終極保鏢》電影原聲帶和主題曲〈我將永遠愛你〉獲得1993年第36屆葛萊美獎三項大獎，包括『年度專輯』、『年度製作』和『最佳流行女歌手獎』（Best Pop Vocal Performance, Female）。
此外，在全美音樂獎中，惠妮·休斯頓更一舉囊括了『最受歡迎流行/搖滾女歌手』、『最受歡迎流行/搖滾女歌手專輯』、『最受歡迎流行/搖滾女歌手單曲』、『最受歡迎節奏藍調靈魂樂女歌手』、『最受歡迎節奏藍調靈魂樂女歌手專輯』、『最受歡迎節奏藍調靈魂樂女歌手單曲』、『最受歡迎成人抒情歌曲專輯』以及『全美音樂獎音樂成就特別獎』等八項大獎，可謂是風光至極。
在Billboard音樂獎方面，惠妮·休斯頓奪得九項大獎，包括『最暢銷單曲』、『最佳流行單曲』、『最暢銷節奏藍調單曲』、『最佳節奏藍調單曲』、『最佳流行單曲女藝人』、『最佳流行女歌手單曲藝人』、『最佳節奏藍調單曲藝人』、『最佳流行專輯』以及『最佳節奏藍調專輯』。

### 單曲收錄
〈我將永遠愛你〉最早收錄於1992年的《終極保鑣》（英語：The Bodyguard）電影原聲帶中，爾後也收錄在惠妮·休斯頓所發行的精選輯當中，2000年《The Greatest Hits》、2001年《Love, Whitney》、2007年《The Ultimate Collection》、2012年《I Will Always Love You - The Best of Whitney Houston》以及2014年《Whitney Houston Live: Her Greatest Performances》。